# Coggeshall
Coggeshall è un paese di 3 919 abitanti della contea dell'Essex, in Inghilterra.